# Conceptisme
El conceptisme és un corrent del barroc literari (especialment l'espanyol) caracteritzat per la complicació del contingut de les poesies, amb referències a la mitologia grecollatina, jocs de paraules i d'enginy, metàfores complexes i neologismes que busquen impactar el lector per l'associació de termes en un principi allunyats. El màxim exponent d'aquesta escola és Francisco de Quevedo, qui inventava mots compostos humorístics per parodiar la situació del país o d'algunes professions.
El conceptisme s'oposa al culteranisme, que busca la perfecció formal i estètica. Té els seus precedents en els intercanvis d'acudits i versos de la cort (tornejos poètics). Els recursos retòrics que més apareixen als escrits conceptistes són la metàfora, l'oxímoron, l'el·lipsi, la paradoxa i la ironia.